# Hexafluoroarsensäure
Hexafluoroarsensäure ist eine anorganische Säure, bestehend aus dem Halbmetall Arsen und dem Halogen Fluor.

## Eigenschaften
Die Hexafluoroarsensäure gilt als eine starke Brønsted-Säure.

## Sicherheitshinweise
Die Säure ist bei oraler Einnahme, Inhalation und Hautresorption giftig. Es reizt die Atemwege und verursacht schwere Verätzungen an der Haut und den Augen. Analog zu anderen Arsenverbindungen ist die Hexafluoroarsensäure und ihre Salze krebserregend.
Kontakt mit Glas, Säuren sowie starken Basen und Oxidationsmitteln sollte verhindert werden.